# Zakari Junior Lambo
Zakari Junior Lambo (Aalst, 19 gennaio 1999) è un calciatore belga naturalizzato nigerino, attaccante del Lokeren-Temse e della nazionale nigerina.

## Carriera

### Nazionale
Il 5 giugno 2021 ha esordito con la nazionale nigerina giocando l'amichevole persa 0-2 contro il Gambia.

## Statistiche

### Cronologia presenze e reti in nazionale
| Cronologia completa delle presenze e delle reti in nazionale ― Niger | Cronologia completa delle presenze e delle reti in nazionale ― Niger | Cronologia completa delle presenze e delle reti in nazionale ― Niger | Cronologia completa delle presenze e delle reti in nazionale ― Niger | Cronologia completa delle presenze e delle reti in nazionale ― Niger | Cronologia completa delle presenze e delle reti in nazionale ― Niger | Cronologia completa delle presenze e delle reti in nazionale ― Niger | Cronologia completa delle presenze e delle reti in nazionale ― Niger |
| Data                                                                 | Città                                                                | In casa                                                              | Risultato                                                            | Ospiti                                                               | Competizione                                                         | Reti                                                                 | Note                                                                 |
| -------------------------------------------------------------------- | -------------------------------------------------------------------- | -------------------------------------------------------------------- | -------------------------------------------------------------------- | -------------------------------------------------------------------- | -------------------------------------------------------------------- | -------------------------------------------------------------------- | -------------------------------------------------------------------- |
| 5-6-2021                                                             | Manavgat                                                             | Niger                                                                | 0 – 2                                                                | Gambia                                                               | Amichevole                                                           | -                                                                    |                                                                      |
| 11-6-2021                                                            | Manavgat                                                             | Guinea                                                               | 2 – 1                                                                | Niger                                                                | Amichevole                                                           | -                                                                    | 38’                                                                  |
| 2-9-2021                                                             | Marrakech                                                            | Niger                                                                | 0 – 2                                                                | Burkina Faso                                                         | Qual. Mondiali 2022                                                  | -                                                                    | 51’ 54’                                                              |
| 12-11-2021                                                           | Ouagadougou                                                          | Burkina Faso                                                         | 1 – 1                                                                | Niger                                                                | Qual. Mondiali 2022                                                  | -                                                                    | 88’                                                                  |
| 15-11-2021                                                           | Niamey                                                               | Niger                                                                | 7 – 2                                                                | Gibuti                                                               | Qual. Mondiali 2022                                                  | -                                                                    | 82’                                                                  |
| 26-3-2022                                                            | Nouakchott                                                           | Niger                                                                | 1 – 2                                                                | Libia                                                                | Amichevole                                                           | -                                                                    | 45’                                                                  |
| 27-3-2023                                                            | Tunisi                                                               | Niger                                                                | 0 – 1                                                                | Algeria                                                              | Qual. Coppa d'Africa 2023                                            | -                                                                    | 22’                                                                  |
| Totale                                                               |                                                                      | Presenze                                                             | 7                                                                    |                                                                      | Reti                                                                 | 0                                                                    |                                                                      |